# Christina Beck
Christina Beck (* 21. August 1996 in Skærbæk) ist eine dänische Fußballspielerin, die zuletzt bei RB Leipzig unter Vertrag stand.

## Persönliches
Beck stammt aus der Kleinstadt Skærbæk, die ca. 30 Kilometer nördlich der dänisch-deutschen Grenze liegt. Nachdem sie die Volksschule absolviert hatte, besuchte sie ab der 9. Klasse die Sportsnachschule SINE in der südjütländischen Kleinstadt Løgumkloster, an der sie später auch als Trainerin im Mädchenbereich tätig war. Ab 2020 arbeitete sie als Lehrerin für Mathematik, Dänisch und Sport. 2022 begann sie ein Studium der Sportwissenschaft.

## Karriere

### Vereine
Im Alter von fünf Jahren trat Beck in den Sportverein ihrer Heimatstadt ein, für den sie fortan in gemischten Fußballmannschaften spielte. Mit 12 Jahren wechselte sie in die Mädchenabteilung des Nr. Bjært Strandhuse IF, der im Jahr darauf mit dem Kolding Boldklub zum Frauenfußballverein KoldingQ fusionierte; als 15-Jährige rückte sie in dessen Frauenbereich auf. Für vier verschiedene Vereine (KoldingQ, VSK Aarhus, AGF Kvindefodbold und Brøndby IF) war sie nachfolgend in der Gjensidige Kvindeligaen, der höchsten Spielklasse im dänischen Frauenfußball, aktiv. Mit Brøndby wurde sie 2021 Vizemeisterin, 2018 (mit KoldingQ) und 2021 (mit Brøndby) stand sie zudem jeweils im dänischen Pokalfinale. Im Sommer 2022 wechselte sie zu RB Leipzig, bei dem sie einen Ein-Jahres-Vertrag unterschrieb.

### Nationalmannschaft
Beck bestritt 2012 und 2013 insgesamt sieben Spiele für die U-17-Auswahl, mit der sie auch an der Europameisterschaft 2012 teilnahm und dort den dritten Platz erreichte.

## Erfolge
Vereine
- Meister der 2. Bundesliga: 2023 (mit RB Leipzig)
- Dänischer Vizemeister: 2021 (mit Brøndby IF)
- Dänischer Pokalfinalist: 2018 (mit KoldingQ), 2021(mit Brøndby IF)

Nationalmannschaft
- Dritter U17-Europameisterschaft 2012